# Luci Cassi Longí (cònsol 107 aC)
Luci Cassi Longí (llatí: Lucius Cassius Q. F. Q. N. Longinus) va ser un magistrat romà. Formava part de la gens Càssia, i de la família dels Cassi Longí, que eren d'origen plebeu. Era fill de Quint Cassi Longí i net de Quint Cassi Longí, cònsol l'any 164 aC.
L'any 111 aC va ser pretor i enviat a Numídia per portar a Jugurta a Roma sota promesa de salconduit. Jugurta no creia en la promesa del senat, però Longí va donar la seva pròpia paraula, que donada la seva reputació, va ser més apreciada pel rei que la del senat. L'any 107 aC va ser cònsol amb Gai Mari i va rebre com a província la Gàl·lia Narbonense amb ordes de lluitar contra els cimbres. Però el mateix any va morir durant la Guerra Cimbria a la batalla de Burdigala, mentre lluitava contra els tigurins al territori dels al·lòbroges.